# Conhuitzila
Conhuitzila är en ort i Mexiko.   Den ligger i kommunen Quimixtlán och delstaten Puebla, i den sydöstra delen av landet, 210 km öster om huvudstaden Mexico City. Conhuitzila ligger 2 341 meter över havet och antalet invånare är 202.
Terrängen runt Conhuitzila är kuperad åt sydost, men åt nordväst är den bergig. Terrängen runt Conhuitzila sluttar österut. Runt Conhuitzila är det ganska glesbefolkat, med 36 invånare per kvadratkilometer. Närmaste större samhälle är Huatusco de Chicuellar, 18,8 km öster om Conhuitzila. I omgivningarna runt Conhuitzila växer huvudsakligen savannskog.